# Allouville-Bellefosse
 Allouville-Bellefosse  es una población y comuna francesa, en la región de Normandía, departamento de Sena Marítimo, en el distrito de Ruan y cantón de Yvetot. En la localidad se encuentra un roble del siglo IX, considerado el árbol de más edad de toda Francia. Su tronco, apuntalado y en parte recubierto para su protección, posee dos pequeñas capillas superpuestas.

## Demografía
| 705 | 675 | 661 | 903 | 1007 | 986 |
| Para los censos de 1962 a 1999 la población legal corresponde a la población sin duplicidades (Fuente: INSEE [Consultar]) |     |     |     |      |     |